# ディエゴ・ウエスカ
ディエゴ・セバスティアン・ウエスカ・コルマン（Diego Sebastián Huesca Colmán , 2000年8月8日 - ）は、パラグアイ・イタプア県エンカルナシオン出身のサッカー選手。クラブ・ルビオ・ニュー所属。ポジションはGK。

## クラブ経歴
2011年にスペインに渡り、テラサの小さいチームの下部組織で過ごし、2014年にバレンシアCFのカンテラに入所。ユースリーグでプレーした後に2017年に傘下のバレンシアCF・メスタージャに昇格。しかし、メスタージャでの公式戦出場はなく、2018-19シーズンで契約満了。
2019年7月、FCアンドラと契約。ジェラール・ピケがオーナーを務めるチームへの加入が話題になった。
2021年、スポルティボ・ルケーニョに移籍。

## 代表歴
2017年にインドで開催された2017 FIFA U-17ワールドカップに、U-17のパラグアイ代表として出場。グループリーグ首位突破を果たすも、決勝トーナメント1回戦でアメリカに敗退。2019年にはU-20代表で2019 南米ユース選手権に出場。一次リーグ敗退に終わったものの、3試合2失点と実力を発揮した。